# 皇家加拿大來福槍團

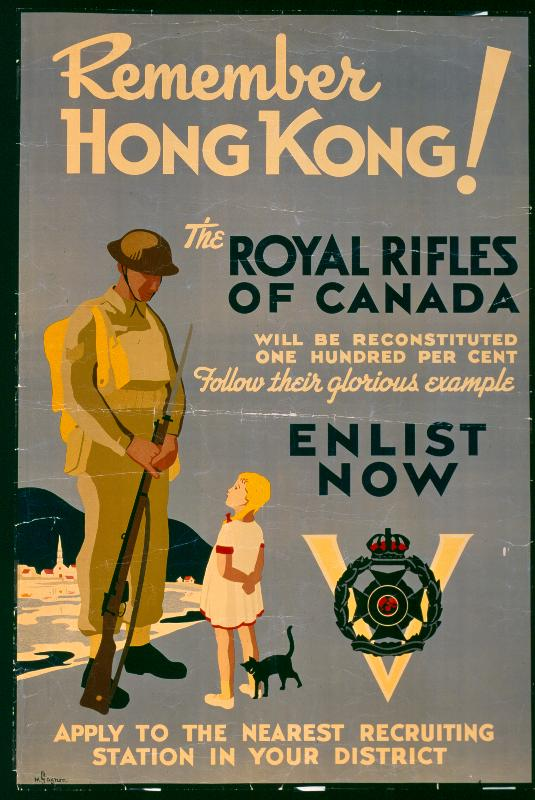
加拿大皇家來福槍營招兵海報以「記住香港！」為題，承諾新軍團會承繼前人精神。

皇家加拿大來福槍團（英語：Royal Rifles of Canada）是加拿大陸軍其中一个步兵團。與溫尼伯榴彈兵團 (Winnipeg Grenadiers)共同参加了香港保衛戰。

## 系譜
加拿大皇家來福槍團起源於加拿大東部的魁北克市，於1862 年 2 月 28 日成立，加拿大第 8 營志願民兵步槍團獲得授權。在1862 年，它被重新命名為第八或斯塔達科納志願民兵步槍团。之後多次改名及改编
1877年更名为皇家步槍团第8營，1900年改编为第八皇家步槍团，1920年改编为加拿大皇家步槍隊第二後備營，1940年改名为加拿大皇家步槍團。1965年2月22日，它與Les Voltigeurs de Québec合併。1966年11月1日，該團解散，并入補充戰鬥團。

## 香港保衛戰
在太平洋戰爭爆發前，英國就已經開始討論关于香港的防務問題。其認為如果日軍入侵，香港應当采取積極防守的战略方案。但同時因其他戰場已經消耗掉英國的大量兵力，所以沒有額外兵力增援香港，因此英国爭取其他英聯邦國家派兵到東南亞。在1940年完成部隊改編後，於1941年10月此团被加拿大防長羅士頓派往香港。當時預計到港後將有時間接受更多訓練，并分別編制為A、B、C、D連及一个指揮部，編入負責佈防香港島的「港島旅」，由加拿大援軍指揮羅遜準將管理。至1941年12月8日，該部隊共有41名軍官和963名士兵，由荷姆中校指揮。
1941年12月8日清晨，日本向英國宣戰，香港守軍沒有預料到日本會短期突襲香港，到港署守的香港守軍沒有过多時間訓練，而部隊入面大多數都是18~19歲的新兵，作戰經驗短缺。加上隨軍裝備因各種因素延誤，只能使用隨行的輕武器作戰。而日本已經在中國戰場累積了豐富的作戰經驗。顯得香港守軍與日軍軍力懸殊。在日軍登陸香港島前，「港島旅」指揮羅遜準將把「港島旅」重整為「東旅」和「西旅」。當中「東旅」由拉吉普營和來福槍營組成，由駐紮於大潭峽的華里士擔任旅長。
到12月18日，日軍砲擊港島北岸，乘機以濃煙作掩護於入夜後展開登陸香港島計劃，來福槍團和拉吉普營在太古、北角、愛秩序灣和寶馬角多個地點與日軍展開激戰。日軍的步步進迫，逐步將「西旅」和華里士的「東旅」之間的聯繫割斷，而華里士則把「東旅」退到港島南部的淺水灣和赤柱一帶，形勢日見孤立。華里士和來福槍營營長荷姆（William J. Home）在戰術調動上出現分歧，荷姆提議將馬坑山的加拿大士兵撤走，以減少來福槍營的人命損失，但華里士卻認為馬坑山是守備赤柱半島的要地，因此否決了荷姆的提議。
在之後的日子裏，「東旅」與日軍在赤柱互相對視或在赤柱外圍展開激戰。12月25日上午，華里士收到總司令部下令停火的命令。不過，當華里士要求總司令部確認時，卻遲遲未收到回覆。不久之後，華里士派來福槍營D連反攻聖士提反書院，這批部隊隨後在正午時份於書院外與日軍激戰，造成過百人陣亡。同日晚上，華里士收到香港已經投降的消息，但他認為這是不可信的消息。12月26日凌晨， 華里士的副官把米杜息士營營長的投降手令帶回，他接受香港投降的消息，即時命令「東旅」全體停火和繳出所有武器，向日軍投降。

### 中文資料
- 鄺智文、蔡耀倫著，《孤獨前哨：太平洋戰爭中的香港戰役》。香港：天地圖書有限公司，2013年。ISBN 978-9-88825-434-7